# Труба (музичний інструмент)
Труба́ (від прасл. *trǫba) — музичний інструмент сімейства мідних
духових.
Інструмент відомий зі стародавніх часів. Тривалий час труба була натуральним інструментом, тобто на трубі можна було виконати лише звуки, що належать до натурального звукоряду, вибудованому від основної ноти. Тому в епоху класицизму були поширені труби найрізноманітніших строїв, які застосовувалися залежно від тональності, в якій був написаний той чи інший твір.
Лише на початку XIX століття були сконструйовані труби з вентильним механізмом, що забезпечив можливість виконувати на трубі всі ноти хроматичної гами. За допомогою вентильного механізму, музикант може направляти повітря через ту чи іншу крону інструмента. Тим самим об'єм вібруючого повітря збільшується, а висота звуку — знижується. У сучасній конструкції труби використовують три вентилі, для пониження звуку на півтону, тон та на півтора тону.
У сучасній практиці використовують переважно труби у строї B, рідше — у C. Діапазон труби в симфонічній музиці — від e до {\displaystyle c^{3}}, у джазовому музикуванні — до {\displaystyle f^{3}} і вище. В оркестровій партитурі партія труб пишеться між партіями валторн та партіями тромбонів, рідше — між партією тромбонів та партією валторни.
Різновиди труби — пікколо, альтова труба, басова труба.

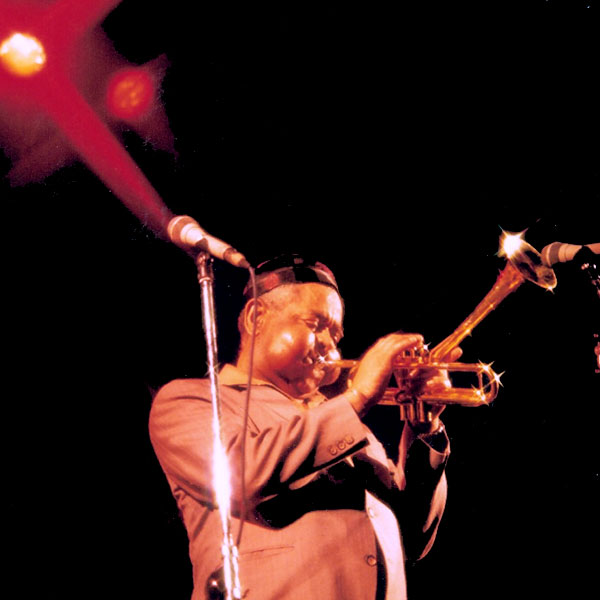
Діззі Гілеспі грає на трубі

Труба знайшла широке використання в джазовій музиці. Специфічним засобом зміни характеру звуку на трубі є сурдина. В джазовій музиці широко використовують спеціальну сурдину — «квакушку». Серед провідних виконавців — Луї Армстронг, Діззі Гілеспі, Нік ЛаРокка

## Будова труби
Труби роблять з латуні, або міді, рідше — зі срібла та інших металів. Вже в античності існувала технологія виготовлення інструмента з одного суцільного листа металу.
Труба власне являє собою довгу трубку, яка згинається виключно для компактності. Вона злегка звужується біля мундштука, розширюється біля розтруба, а на інших ділянках має циліндричну форму. Саме така форма трубки надає трубі її яскравий тембр. При виготовленні труби важливий гранично точний розрахунок як довжини самої трубки, так і ступінь розширення розтруба — це суттєво впливає на звукоряд інструмента.
Основним принципом гри на трубі є отримання гармонійних звуків шляхом зміни положення губ і зміни довжини стовпа повітря в інструменті, що досягається за допомогою механізму вентилів. На трубі застосовується три вентилі, що знижують звук на тон, півтон і півтора тони. Одночасне натискання двох або трьох вентилів дає можливість знизити загальний лад інструменту до трьох тонів. Таким чином, труба отримує хроматичний звукоряд.
На деяких різновидах труби (наприклад, на трубі-пікколо) є також четвертий вентиль (квартвентіль), що знижує звукоряд на чисту кварту (п'ять півтонів).
Труба — правобічний інструмент: при грі вентилі натискають правою рукою, ліва рука підтримує інструмент.

## Техніка гри на трубі

### Загальні відомості
Труба має велику технічну рухливість і блискуче виконує діатонічні і хроматичні пасажі, прості і ламані арпеджіо тощо. Витрата дихання на трубі порівняно невелика, тому на ній можливе виконання широких, яскравого тембру і великої протяжності мелодійних фраз у legato.
Стакатна техніка на трубі блискуча і стрімка (за винятком найбільш крайніх регістрів). Одинарне, подвійне і потрійне стакато виходять з граничною виразністю.
На сучасних трубах добре виходить більшість вентильних трелей.

### Застосування сурдини
Сурдина на трубі застосовується досить часто, при необхідності змінити силу звуку або тембр. Сурдина для класичної труби — грушоподібна насадка з дерева, картону або пластику, що вставляються в розтруб. Piano із сурдиною дає ефект звучання на віддалі, а forte звучить різко і гротескно. У джазі і в сучасній класичній музиці використовуються найрізноманітніші типи сурдин для створення спеціальних тембрових ефектів.

## Різновиди труби
Найпоширенішим типом труби є труба у строї сі-бемоль (in B), яка звучить на тон нижче, ніж написані її ноти. Також широко розповсюджена труба у строї до (in C) із дещо яскравішим, відкритішим тембром, ніж труба in B. Обсяг дійсного звучання труби, що використовується, — від e (мі малої октави) до c 3 (до третьої октави), в сучасній музиці і джазі можливе отримання й більш високих звуків. Ноти пишуться у скрипковому ключі, як правило, без ключових знаків, на один тон вище дійсного звучання для труби in B, і відповідно до дійсного звучанням для труби in C. До появи механізму вентилів і якийсь час після цього існували труби у всіх можливих строях: in D, in Es, in E, in F, in G і in A, кожен з яких призначалася для полегшення виконання музики у певній тональності. З підвищенням майстерності трубачів та удосконаленням конструкції самої труби необхідність такої кількості інструментів зникла. Тепер музика в усіх тональностях виконується або на трубі in B, або на трубі in C.
Серед інших різновидів труби:
- Альтова труба in G або in F, яка звучить на чисту кварту або квінту нижче написаних нот і призначаються для виконання звуків в низькому регістрі (Рахманінов — Третя симфонія). В наш час[коли?] використовується вкрай рідко, а в творах, де передбачена її партія, застосовується флюгельгорн.
- Басова труба in B, яка звучить на октаву нижче звичайної труби і на велику Нону нижче написаних нот. Вийшла з ужитку до другої половини XX століття, в наш час[коли?] її партію виконують на тромбоні — інструменті, що схожий з нею за регістром, тембром і будовою.
- Труба-пікколо (мала труба). Сконструйована в кінці XIX століття, в наш час[коли?] переживає новий підйом у зв'язку з відродженим інтересом до старовинної музики. Використовується у ладі сі-бемоль (in B) і має можливість перебудови в лад ля (in A) для дієзних тональностей. На відміну від звичайної труби, має чотири вентилі. Багато трубачів використовують для малої труби мундштук менших розмірів, що, проте, впливає на тембр інструменту і його технічну рухливість. Серед видатних виконавців на малій трубі — Уїнтон Марсаліс, Моріс Андре, Хокен Харденбергер.

## Репертуар
Попри те що хроматичні труби що здатні виконувати мелодійні лінії без обмежень, з'явилися лише на початку XIX століття, існує велика кількість сольних творів, написаних для натуральних інструментів, які в наш час[коли?] виконуються на малій трубі.

### Сольні твори

#### Хроматична труба
- Йозеф Гайдн — Концерт для труби з оркестром Es-dur
- Йоганн Гуммель — Концерт для труби з оркестром E-dur (часто виконується в Es-dur)
- Альберт Лорцінг — Інтродукція і варіації для труби з оркестром B-dur
- Джордже Енеску — «Легенда» для труби і фортепіано
- Сергій Василенко — Концерт для труби з оркестром
- Олександр Гедіке — Концерт для труби з оркестром; Концертний етюд для труби і фортепіано
- Малькольм Арнольд — Фантазія для труби і фортепіано
- Олександр Арутюнян — Концерт для труби з оркестром As-dur
- Мечислав Вайнберг — Концерт для труби з оркестром
- Пауль Хіндеміт — Соната для труби і фортепіано; Концерт для труби і фагота з оркестром
- Анрі Томазі — Концерт для труби з оркестром; Триптих
- Алан Хованесс — «Молитва Св. Григорія» для труби та струнного оркестру; «Поверніться і відродіть занедбані селища» концерт для труби і духових інструментів
- Родіон Щедрін — Концерт для труби з оркестром

#### Натуральна труба
- Йоганн Себастьян Бах — Бранденбурзький концерт № 2 F-dur
- Міхаель Гайдн — Концерт D-dur
- Йоганн Мольтер — три концерти
- Леопольд Моцарт — Концерт
- Георг Філіп Телеман — Концерт для труби і струнних інструментів D-dur
- Джузеппе Тореллі — Соната для труби і струнних інструментів D-dur

### Соло в оркестрі
- Йоганн Себастьян Бах — Бранденбурзький концерт № 2 F-dur; Меса h-moll; Різдвяна ораторія; Магніфікат; Сюїта для оркестру № 3 D-dur
- Бела Барток — Концерт для оркестру (частини I, II і V)
- Людвіг ван Бетховен — увертюри «Леонора» № 2 і № 3
- Йоганнес Брамс — Академічна святкова увертюра; Симфонія № 2
- Аарон Копленд — балети «Тихе місто» і «Родео»
- Клод Дебюссі — «Море», «Свята»
- Джордж Гершвін — «Американець у Парижі»; Концерт F-dur (II частина)
- Густав Малер — Симфонії № 1 (частина I), № 2 (частини I, II, III, V), № 3 (соло за сценою), № 5 (частини I, III, V)
- Модест Мусоргський (в оркестровці Моріса Равеля) — Картинки з виставки («Прогулянка», «Два євреї»)
- Моріс Равель — Концерт для фортепіано з оркестром G-dur (частини I і III)
- Отторіно Респігі — симфонічна сюїта «пінії Риму» (частини I, II і IV)
- Микола Римський-Корсаков — сюїта «Шехерезада» (частини III і IV); Іспанське капричіо (частина IV)
- Олександр Скрябін — Симфонія № 3 («Божественна поема»), «Поема екстазу»; «Прометей»
- Дмитро Шостакович — Концерт для фортепіано з оркестром № 1 c-moll (з солюючої трубою)
- Ріхард Штраус — «Альпійська симфонія»; симфонічні поеми «Дон Жуан» і «Життя героя»
- Ігор Стравінський балети «Жар-птиця», «Петрушка», «Весна священна», опера «Соловей»
- Петро Ілліч Чайковський — симфонії № 4 (вступ), № 5 (частини I і IV) № 6 (III частина); Італійське капричіо (корнет), балет «Лебедине озеро» (Неаполітанський танець — корнет)
- Джузеппе Верді — опера «Аїда»

## Відомі трубачі
- Моріс Андре
- Жан-Батист Арбан
- Брандт Василь Георгійович
- Докшіцер Тимофій Олександрович
- Орвід Георгій Антонович
- Табаков Михайло Інокентійович
- Луї Армстронг
- Філ Дрісколл[en]
- Діззі Гіллеспі
- Майлз Девіс
- Магнус Бру
- Хокан Харденбергер
- Фред Міллс
- Вадим Ейленкріг
- Прокопов В'ячеслав Михайлович
- Кріс Ботте
- Артуро Сандовал